# Terrario

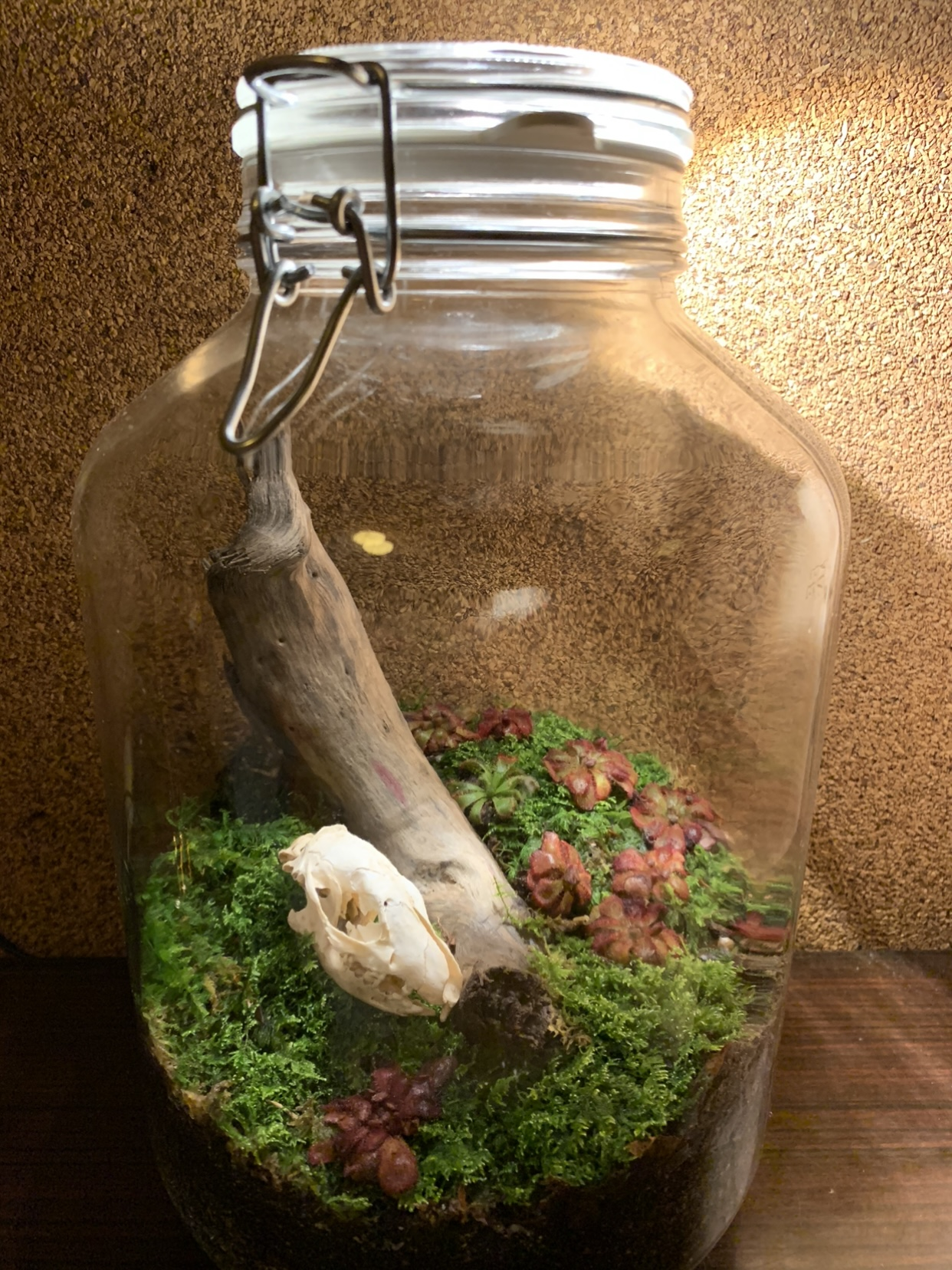
Terrario naturale chiuso ermeticamente

Il terrario è un contenitore che, sullo stile dell'acquario, può contenere una singola specie o un intero habitat di animali esotici. Eventualmente può comprendere una pozza d'acqua (ed in tal caso prende il nome di "terracquario"), con funzione di abbellimento o nel caso sia necessaria agli animali e alle piante presenti.
Gli animali più adatti ad abitare un terrario sono: anfibi, rettili, insetti, aracnidi.

## Tipologie
Ci sono due tipologie principali di terrario:
- "terrario naturale", che spesso riproduce con fedeltà il biotopo dell'animale ospitato, in particolare con la posa di piante vere, e con substrato naturale. Possiede indubbie doti estetiche, ma necessita di molte cure.
- "terrario semisterile", che si limita ad oggetti essenziali come bacinella dell'acqua e del cibo, riparo e substrato costituito da carta assorbente o foglio di giornale. Anche se poco attraente dal punto di vista ornamentale, necessita tuttavia di minori attenzioni ed è meno vulnerabile ad agenti patogeni e parassitari per l'animale ospitato. Può essere utile per periodi di quarantena di animali malati o sotto osservazione sanitaria[1]

## Allestimento

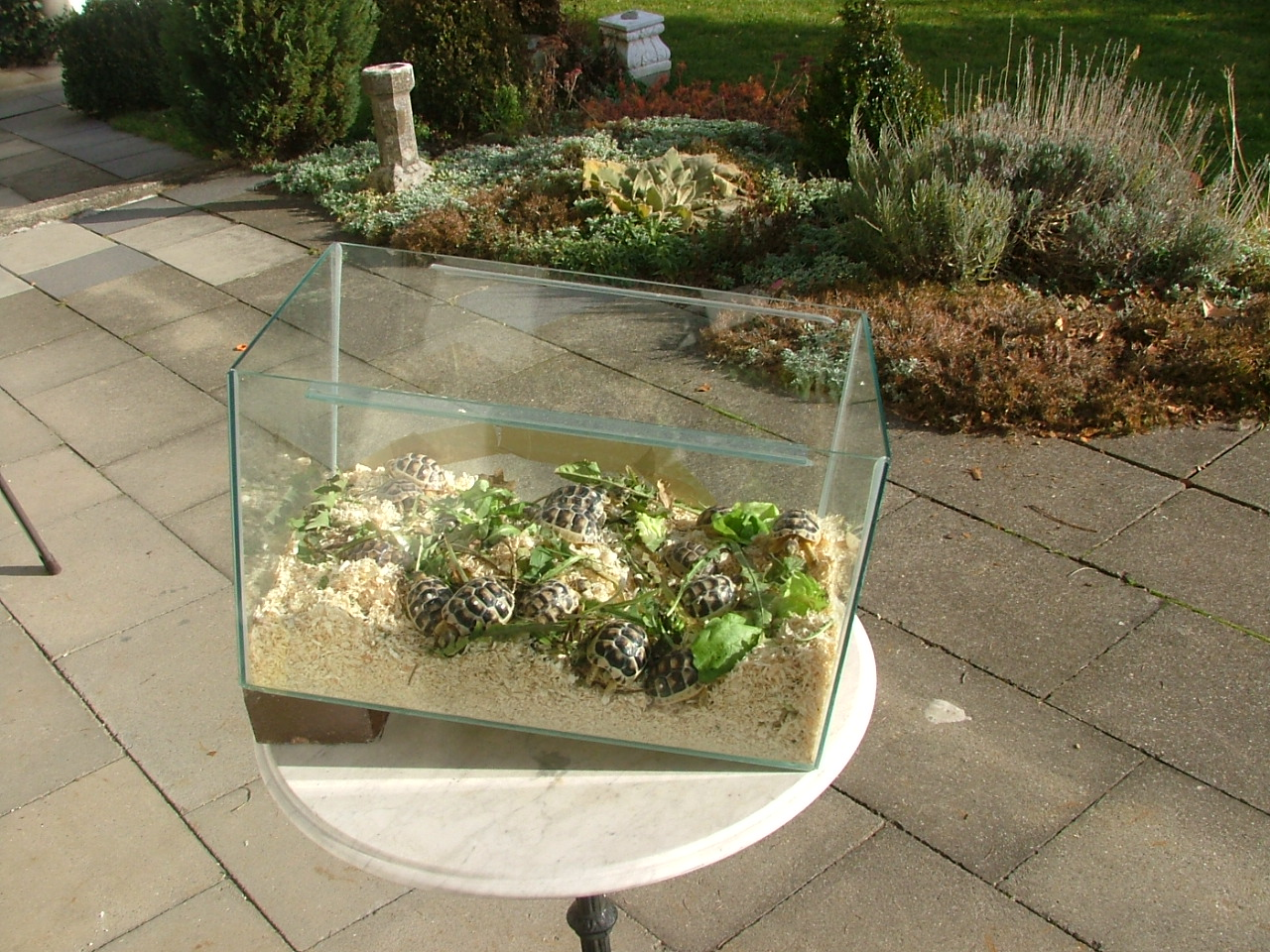
Un terrario contenente tartarughe

In base ai propri gusti di arredamento c'è una vasta gamma di accessori per abbellire o rendere più funzionale il terrario.

### Substrati e decorazioni
Esistono numerosi tipi di substrati (sottofondi) per ricreare il biotopo originale dell'animale, quali per esempio Repty bark, Sabbia del Deserto, Jungle Bark, Torba. In alternativa, vengono spesso utilizzati carta assorbente e fogli di giornale, che sono molto poco estestici ma più igienici.
Con le decorazioni ci si può sbizzarrire, ma la loro tipologia varia in base alla specie ospitata: gli animali arboricoli avranno bisogno di rami e strutture per arrampicarsi, quelli scavatori di un substrato in cui nascondersi, ecc... Si possono eventualmente aggiungere sia piante di plastica che piante vere, a patto di non essere tossiche o dotate di parti taglienti. In una teca non dovrebbero mai mancare inoltre almeno una ciotola d'acqua ed una di cibo, ed un riparo che si accordi alle esigenze dell'animale.

### Temperatura e luce

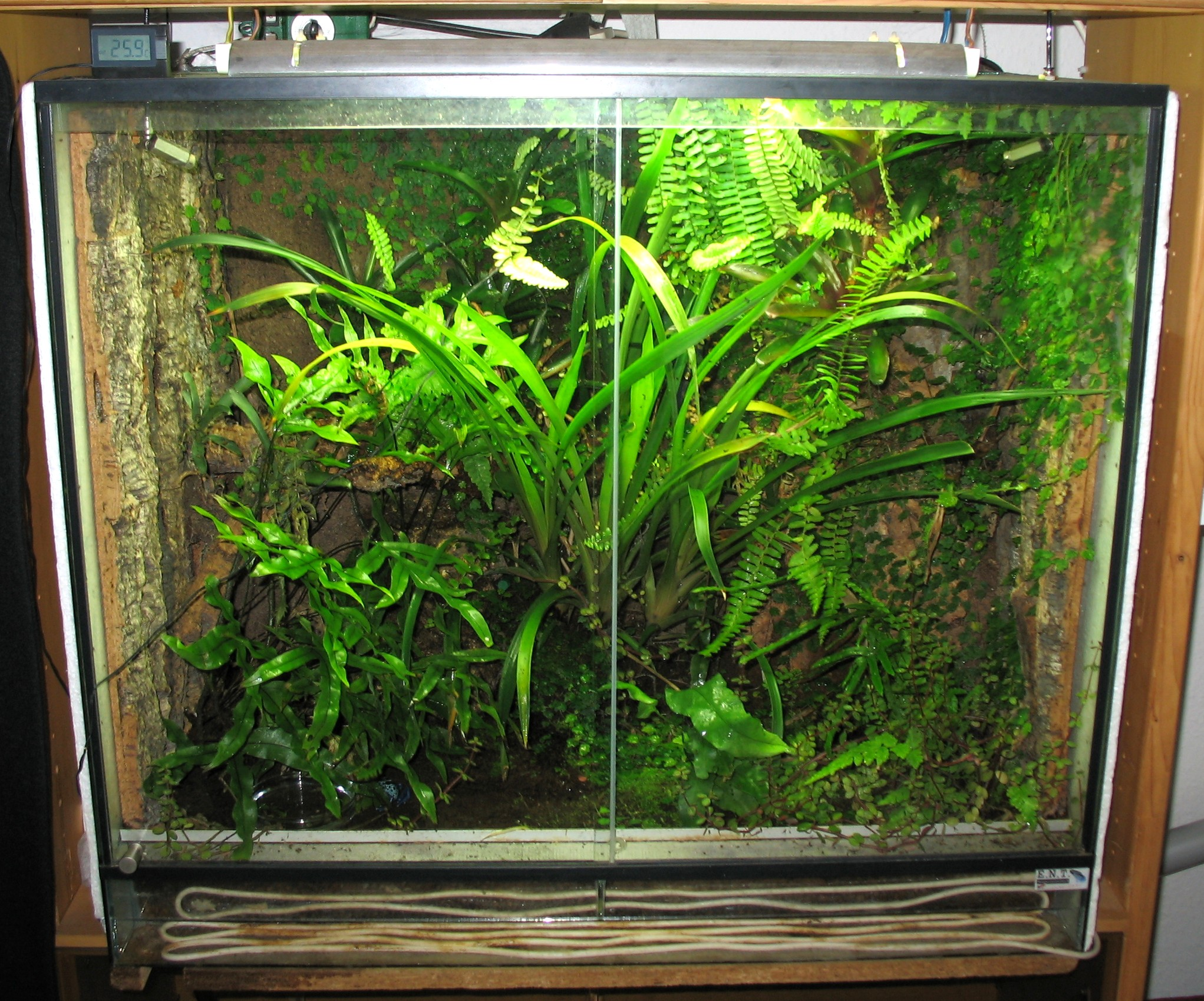
Terrario con piante, a temperatura controllata

Un terrario normalmente è dotato di termostato, termometro e timer, per autoregolare l'accensione dell'impianto di riscaldamento o di illuminazione.
In funzione dell'animale ospitato i terrari o anche rettilari possono includere particolari sistemi di riscaldamento, tra i quali: 
- sistemi a spot (lampade riscaldanti), montati direttamente nel terrario tramite un normale portalampada dove poi verrà avvitata la comune lampadina di casa.
- cavetti riscaldanti, possono essere interni o esterni, ed installati a serpentina per ottimizzare il calore
- tappetini riscaldanti, montati esternamente al terrario

Tutti questi sistemi di riscaldamento vengono installati per regola in un solo lato del terrario che dovrà essere rispettivamente la parte calda del biotopo, dove l'animale può autoregolarsi in base alle proprie necessità e che non dovrà occupare più di un terzo dell'intero spazio da lui raggiungibile.
Di solito è preferibile montare tutto esternamente o quantomeno proteggere il tutto con qualcosa, per evitare che l'animale toccando la parte calda si ustioni o peggio. 
Alcuni animali esotici hanno lo stretto bisogno di avere a disposizione nel terrario una speciale lampada a raggi UVB che fa sviluppare nell'animale la vitamina d3 necessaria a non protrarre malattie ossee. Per alcuni rettili notturni, che non hanno il bisogno e l'istinto di crogiolarsi al sole, l'utilizzo di queste lampade viene da alcuni considerato facoltativo.
Alcune lampade a raggi infrarossi sono usate sia come riscaldamento principale sia come riscaldamento notturno, in quanto producono una lieve luce di bassa intensità rossa che aiuta l'animale a vedere nel buio senza arrecargli fastidio.
Con un timer è possibile sia ricreare il modello giorno-notte sia, all'occorrenza, il ciclo stagionale, e permettere all'animale di seguire il suo modello biologico durante il corso dell'anno.

### Umidità
Sono presenti spesso regolatori di umidità ed igrometri.
Con alcuni animali è preferibile aggiungere anche una zona umida sia per autoregolazione della temperatura dell'animale sia per facilitare i processi di muta e per mantenere il tasso di umidità sufficientemente costante. Una percentuale di umidità errata spesso porta malessere o anche alla morte dell'animale ospitato, ed un suo attento monitoramento è altrettanto importante di una corretta illuminazione e di una temperatura ottimale.